# (29078) 1975 SX1
(29078) 1975 SX1 es un asteroide perteneciente al cinturón de asteroides, descubierto el 30 de septiembre de 1975 por Schelte John Bus desde el Observatorio del Monte Palomar, Estados Unidos.

## Designación y nombre
Designado provisionalmente como 1975 SX1.

## Características orbitales
1975 SX1 está situado a una distancia media del Sol de 3,001 ua, pudiendo alejarse hasta 3,062 ua y acercarse hasta 2,940 ua. Su excentricidad es 0,020 y la inclinación orbital 8,999 grados. Emplea 1899,42 días en completar una órbita alrededor del Sol.

## Características físicas
La magnitud absoluta de 1975 SX1 es 13,6. Tiene 7 km de diámetro y su albedo se estima en 0,188. Está asignado al tipo espectral.